# Йоан Дука (син на Анна Комнина)
Йоан Дука (на средногръцки: Ίωάννης Δούκας, около 1103 г. – след 1173 г.) е византийски аристократ от средата на XII век, внук на император Алексий I Комнин от дъщеря му Анна Комнина.
Йоан Дука е роден около 1103 г. и е по-малък син на византийската принцеса Анна Комнина и съпруга ѝ Никифор Вриений. По майчина линия е внук на император Алексий I Комнин, племенник на император Йоан II Комнин и първи братовчед на император Мануил I Комнин. В източниците обаче присъства единствено с фамилното име Дука и не използва фамилните имена на родителите си.
Йоан гради кариера в армията и според Константин Манасий, който хвали и литературните му предпочитания, той се отличил във войните срещу италийците, селджуците и срещу други варвари, включително и в Кавказ. В една епитафия за първата му съпруга Теодор Подром пък съобщава, че Йоан Дука взел участие в поход срещу селджуците от Сангарий, датиран около 1138 г. Йоан Дука вероятно е същият Йоан Дука, когото Йоан Кинам нарича братовчед на император Мануил I Комнин и който през 1146 г. във Витиния разтървал брата на императора – севастократор Исак Комнин, и братовчед му Андроник Комнин, като с помощта на императора смекчил удара на обидения севастократор и чрез юздите на коня си го отклонил към челюстта на Андроник Комнин. Името на Йоан Дука се споменава и сред присъстващите членове на императорския синод от 6 март 1166 г. Предполага се, че през 1173 г. Йоан Дука е бил все още жив, тъй като Евстатий Солунски и Константин Манасий го споменават като такъв в две свои слова, които пишат за покойния му син Никифор Комнин, който починал през същата година.

## Семейство
През 1122 г. Йоан Дука се жени за грузинска принцеса на двойна сватбена церемония, на която брат му Алексий взел за съпруга друга грузинска принцеса. Пристигането на двете абасгийки в Константинопол станало през 1118 г., малко след смъртта на император Алексий I, но сватбата им била отложена заради предстояща война. В Константинопол съпругата на Йоан Дука приела името Теодора и му родила син на име Никифор. Докато Йоан Дука бил на война срещу селджуките от Сангарий през 1137 г., Теодора се разболяла тежко, приела монашество под името Екатерина и след осеммесечно боледуване починала през 1138 г., успявайки да дочака завръщането на съпруга си. Синът им Никифор пък починал малко след това. По-късно Йоан Дука се оженил повторно за неизвестна по име жена, от която имал още четирима сина, но са известни двама от тях – най-големият Никифор Комнин и най-малкият Мануил.

## Цитирана литература
- ((en)) Polemis, Demetrios I. (1968). The Doukai: A Contribution to Byzantine Prosopography. London: The Athlone Press, OCLC 299868377, https://books.google.com/books?id=Sx5dAAAAIAAJ
- ((el)) Varzos, Konstantinos (1984). Η Γενεαλογία των Κομνηνών, A. Thessaloniki: Centre for Byzantine Studies, University of Thessaloniki, OCLC 834784634, архив на оригинала от 11 април 2019, https://web.archive.org/web/20190401112856/https://www.kbe.auth.gr/sites/default/files/bkm20a1.pdf
- ((en)) Jeffreys, M. et al. (eds) (2016). Prosopography of the Byzantine World, online. King's College London, ISBN 978-1-908951-20-5, https://pbw2016.kdl.kcl.ac.uk